# Stigmatiner

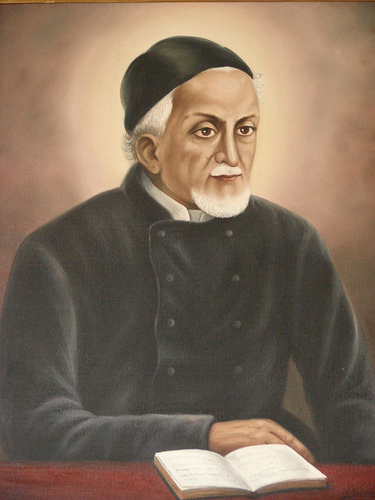
Hl. Gaspar Bertoni

Die Kongregation von den heiligen Wundmalen unseres Herrn Jesus Christus (lateinisch Congregatio a Sanctissimis Stigmatibus Domini Nostri Iesu Christi, kurz auch Stigmatiner genannt, Ordenskürzel CSS) ist eine Kongregation päpstlichen Rechts in der römisch-katholischen Kirche. 
Die Kongregation wurde am 4. November 1816 vom heiligen Gaspar Bertoni in Verona gegründet, der sie dem Patronat der heiligen Wunden unterstellte. Das Decretum laudis wurde am 16. April 1855 ausgestellt, die endgültige Approbation erhielt die Gemeinschaft am 15. September 1890. Der Name bezieht sich auch auf den Gründungsort der Gemeinschaft, dessen Kirche und Kloster der Stigmatisation des hl. Franziskus geweiht waren. Gaspar Bertoni gründete die Kongregation, nachdem er eine Vision vor einem Bildnis des heiligen Ignatius von Loyola gehabt hatte.
Die ersten Konstitutionen der Kongregation stützten sich, wie auch die gesamte Spiritualität der Stigmatiner, auf jene der Gesellschaft Jesu. Die Kongregation blieb eine kleine. 1905 gründeten die Stigmatiner die ersten Niederlassungen in den Vereinigten Staaten, 1910 in Brasilien. Weltweit hatten die Stigmatiner am 31. Dezember 2009 insgesamt 99 Niederlassungen und 441 Ordensangehörige, 325 davon Priester. Sie wirken in den Apostolaten der Erziehung der Jugend, dem Abhalten von Besinnungstagen und Volksmissionen und der Ausbildung von Klerikern. Derzeitiger Generaloberer ist P. Andrea Meschi. 2003 gab es Stigmatiner in 14 Ländern der Erde, darunter Italien, Brasilien, die Vereinigten Staaten, Thailand, die Philippinen, Chile und Lesotho.